# 淡灰椴
淡灰椴（学名：Tilia tristis）是锦葵科椴树属的植物，为中国的特有植物。分布于中国大陆的广西等地，目前已由人工引种栽培。